# Liste der Stolpersteine in Quedlinburg
Die Liste der Stolpersteine in Quedlinburg enthält alle Stolpersteine, die im Rahmen des gleichnamigen Kunst-Projekts von Gunter Demnig in Quedlinburg verlegt wurden. Mit ihnen soll den Opfern des Nationalsozialismus gedacht werden, die in Quedlinburg lebten und wirkten. Bei der ersten Verlegung wurden am 26. Mai 2017 zwei Steine und am 8. Dezember 2019 ein weiterer Stein verlegt.

## Liste der Stolpersteine
| Adresse        | Datum der Verlegung | Person | Inschrift | Bild                                            | Bild des Hauses |
| -------------- | ------------------- | --- | --- | ----------------------------------------------- | --------------- |
| Steinweg 10 ·  | 8. Dez. 2019        | Dr. Mane Weinberg (1881–ca. 1941) Mane Weinberg wurde im lettischen Tukums geboren. Er studierte Medizin und diente im Ersten Weltkrieg als Soldat im Deutschen Heer, wofür er mit dem Eisernen Kreuz II. Klasse ausgezeichnet wurde. Nach seiner Promotion im Jahr 1918 wurde er Assistenzarzt am Sanatorium von Dr. Rosell in Ballenstedt. Später eröffnete er in Ballenstedt eine eigene neurologische Praxis, die er in den 1920er Jahren nach Quedlinburg verlegte. Weinberg stammte aus einer jüdischen Familie, war aber zum evangelischen Glauben übergetreten. Er war verheiratet mit Helene geb. Fessel und hatte mit ihr zwei Töchter. Seine älteste Tochter Jutta ertrank 1930 in einem Teich bei Ballenstedt. Nach der Machtübernahme der Nationalsozialisten war Weinberg erheblichen Repressalien ausgesetzt. Ab Mai 1933 standen häufig SA-Posten vor seiner Praxis. Am 25. Juli 1938 musste er seine Tätigkeit als Arzt aufgeben. Während der Novemberpogrome 1938 stürmten SS-Angehörige mit brennenden Fackeln die Wohnung der Weinbergs und verwüsteten die Einrichtung. Mane Weinberg wurde im KZ Buchenwald interniert. Nach seiner Entlassung wurden ihm die Wohnung und die Praxis in Quedlinburg gekündigt. Vorübergehend kam er bei Hans Sachs unter, den er in Buchenwald kennengelernt hatte. Seine Frau zog nach Dessau, seine Tochter Bärbel lebte zu dieser Zeit bereits in Berlin. Da die Pläne für eine Auswanderung in die Vereinigten Staaten scheiterten, übersiedelte Weinberg im März 1939 zu seinen Geschwistern nach Riga. Helene Weinberg reichte später die Scheidung ein, die am 15.12.1942 rechtskräftig wurde. Mane Weinberg lebte bis spätestens Oktober 1941 in der Wohnung seines Bruders und wurde dann ins Rigaer Ghetto verbracht. Höchstwahrscheinlich wurde er im November oder Dezember 1941 im Wald von Rumbula ermordet. | Hier wohnte DR. MANE WEINBERG Jg. 1881 Berufsverbot 1938 Flucht 1939 Lettland deportiert 1941 Riga Massenerschiessung Winter 1941 Riga-Rumbula |                                                 | Steinweg 10     |
| Steinweg 81 ·  | 26. Mai 2017        | Berta Sommerfeld geb. Mottek (1898–1943) Bruno Sommerfeld stammte aus Samter (Provinz Posen). In Quedlinburg betrieb sie mit ihrem Mann Bruno ein Textilgeschäft, das im Zuge der Novemberpogrome 1938 verwüstet wurde. Später zogen sie nach Berlin. Von dort wurde Berta Sommerfeld am 1. März 1943 ins Vernichtungslager Auschwitz deportiert und nur wenige Tage später am 13. März ermordet. | Hier wohnte BERTA SOMMERFELD geb. Mottek Jg. 1898 deportiert 1943 Auschwitz ermordet 13.3.1943                                                 | Stolperstein für Berta Sommerfeld (Steinweg 81) | Steinweg 81     |
| Steinweg 81 ·  | 26. Mai 2017        | Bruno Sommerfeld (1886–?) Bruno Sommerfeld stammte aus Angerburg in Ostpreußen. Im Ersten Weltkrieg diente er als Soldat, wofür er mit dem Eisernen Kreuz ausgezeichnet wurde. In Quedlinburg betrieb er mit seiner Frau Berta ein Textilgeschäft, das im Zuge der Novemberpogrome 1938 verwüstet wurde. Später zogen sie nach Berlin. Von dort wurde Bruno Sommerfeld am 4. März 1943 ins Vernichtungslager Auschwitz deportiert und ermordet. Sein genaues Todesdatum ist unbekannt. | Hier wohnte BRUNO SOMMERFELD Jg. 1886 deportiert 1943 ermordet in Auschwitz                                                                    | Stolperstein für Bruno Sommerfeld (Steinweg 81) | Steinweg 81     |
| Neuendorf 37 · | 11. Juni 2025       | Julius Koretzky (26.10.1893–08.11.1941) Julius Koretzky wurde im heute ukrainischen Berdytschiw, poln. Berdyczow geboren. Er kam nach dem Ersten Weltkrieg als Gefangener nach Quedlinburg. Er heiratete Elise Schumann und gründete ein Tabakwarengeschäft. 1940 wurde er in das Außenlager Groß-Rosen des Konzentrationslagers Sachsenhausen deportiert und ein Jahr später dort ermordet. Der Stolperstein für Julius Koretzky wurde am 3. Mai 2024 von Schülerinnen und Schülern im Beisein des Oberbürgermeisters und von Angehörigen seiner Familie verlegt. Vertreten waren weiterhin die Koordinierungsstelle der europäischen Jugendinitiative Schule ohne Rassismus - Schule mit Courage und die Initiativgruppe um Dr. Eberhard Brecht. | Hier arbeitete JULIUS KORETZKY JG. 1893 'Schutzhaft' 1940 KZ SACHSENHAUSEN 1941 KZ GROSS-ROSEN ERMORDET 8.11.1941                              |                                                 | Neuendorf 37    |